# Рихал, Сурджит Сингх
Сурджит Сингх Рихал (англ. Surjeet Singh Rihal, 14 ноября 1948, Найроби, Британская Кения) — кенийский хоккеист (хоккей на траве), полузащитник.

## Биография
Сурджит Сингх Рихал родился 14 ноября 1948 года в кенийском городе Найроби. Его родители в 1940 году эмигрировали в Британскую Кению из Пенджаба.
Начал играть, учась в начальной школе Джуджа Роуд в Найроби, где хоккей на траве курировал участник двух Олимпиад Эдгар Фернандес. Впоследствии учился в технической школе в Найроби, был капитаном её команды.
В 1966 году уехал в Индию учиться в колледже Лайяллпур Халса в Джаландхаре. В составе её команды выиграл межвузовский чемпионат. В 1969 году вернулся в Кению, учился в Найробийском университете, выступал за его команду. В 1969—1989 годах играл за «Симба Юнион» из Найроби, в 1981—1982 годах был капитаном команды. В 1969—1981 годах играл за провинцию Найроби в межрегиональных турнирах.
13 декабря 1969 года дебютировал в сборной Кении в матче против Малави в Дар-эс-Саламе в рамках чемпионата Восточной и Центральной Африки, в котором завоевал золотую медаль.
В 1972 году вошёл в состав сборной Кении по хоккею на траве на Олимпийских играх в Мюнхене, занявшей 13-е место. Играл на позиции полузащитника, провёл 8 матчей, забил 2 мяча (по одному в ворота сборных Австралии и Нидерландов).
В составе сборной Кении участвовал в двух чемпионатах мира — в 1971 году в Барселоне и в 1973 году в Амстелвене. На ЧМ-73 был капитаном команды и занимал этот пост до ухода из международного хоккея. Последний матч в составе сборной Кении провёл 2 января 1981 года против Пакистана в Лахоре.
В 1976 году должен был сыграть на летних Олимпийских играх в Монреале, команда уже прибыла в олимпийскую деревню, но Кения в последний момент бойкотировала Олимпиаду в знак протеста против участия ЮАР, где проводилась государственная политика апартеида.
В 1976 году был признан хоккеистом года в Кении. В 1977 году награждён медалью «Дживрадж Хакра Шах».
После окончания международной карьеры стал тренером. Тренировал юниорскую сборную Кении на чемпионате Африки 1978 года и в европейском турне в 1980 году. В 1984 году был помощником главного тренера сборной Кении на летних Олимпийских играх в Лос-Анджелесе.
Также был хоккейным судьёй национального уровня.
В 1992 году эмигрировал в Канаду, тренировал мужскую и женскую сборные Квебека.
Живёт в Великобритании.

## Семья
Младший брат Сурджита Сингха Рихала Суриндер Сингх также играл в хоккей на траве за железнодорожную гимназию Найроби, в 1973—1974 годах — за «Симба Юнион». Впоследствии эмигрировал в Великобританию.